# Mersey Beat

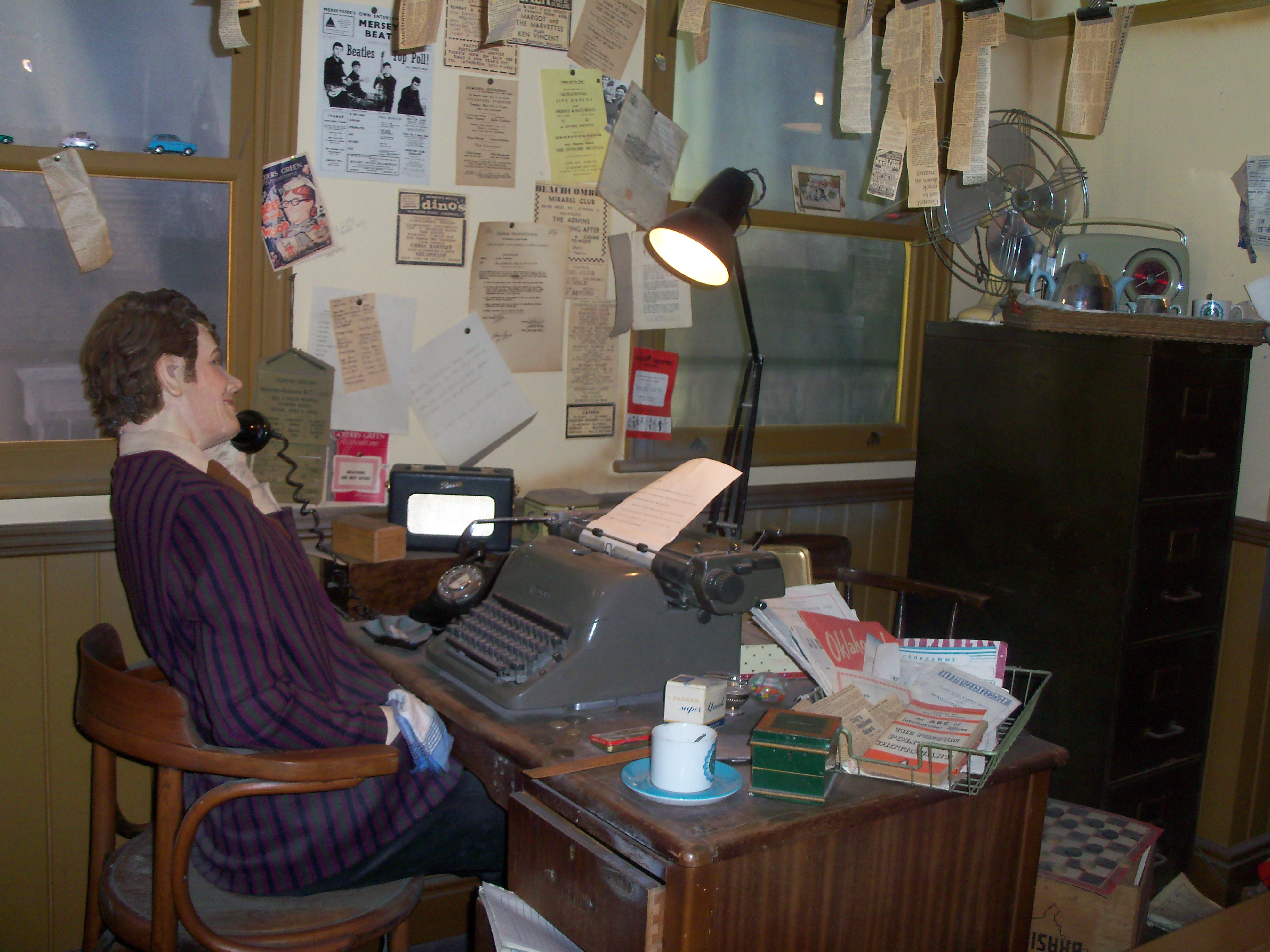
Znovu vytvořená kancelář Mersey Beat časopisu.

Mersey Beat byl název hudebního časopisu, vycházejícího počátkem 60. let 20. století v Liverpoolu. Název časopisu byl odvozen z hudebního stylu Merseybeat, převažujícího tehdy v anglické popkultuře a nazvaného podle řeky Mersey, protékající městem.

## Pozadí
Časopis byl založen Billem Harrym, spolužákem Johna Lennona, a informoval o skupinách, které v Liverpoolu vystupovaly. I díky této osobní známosti patří časopis Mersey Beat k vyhledávaným pramenům nejen o hudební scéně v Anglii v první polovině 60. let, ale i o počátcích skupiny Beatles; přispěla k tomu i skutečnost, že ke stálým autorům od samého počátku patřil i pozdější manažer Beatles Brian Epstein.
První vydání vyšlo 6. července 1961, původní Mersey Beat přestal vycházet roku 1965; dodnes však časopis přežívá na internetu, částečně i za podpory svého zakladatele, který se rozhodl k vydávání reprintů časopisu ze 60. let.